# Droga krajowa B97 (Niemcy)
Droga krajowa nr 97 (niem. Bundesstraße 97, B 97) – niemiecka droga krajowa w Saksonii i Brandenburgii. Zaczyna się ona w Dreźnie na placu Alberta (Albertplatz) i kończy się koło Guben w Klein Gastrose na nowo wybudowanym przejściu granicznym pomiędzy Niemcami a Polską (Gubinek).